# Gp120

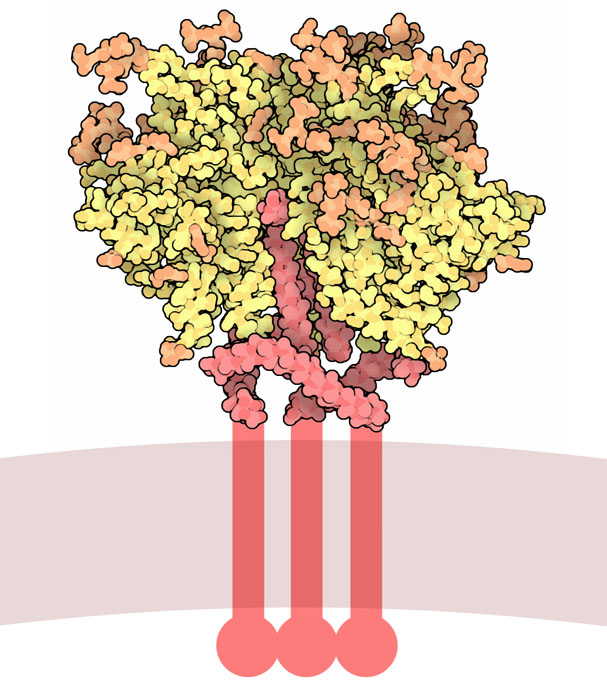
Struttura tridimensionale della proteina

Gp120 è una glicoproteina virale presente nel 
pericapside del virus HIV. Il nome deriva dal peso molecolare.
Si tratta di una proteina essenziale per l'ingresso del virus nelle cellule, gioca un ruolo fondamentale nell'adesione cellulare tramite recettori di tipo DC-SIGN, l'eparan solfato e un'interazione specifica con CD4 dei linfociti T helper.